# 媽媽的遙控器
媽媽的遙控器是公共電視在2018年推出的詩選電視劇《你的孩子不是你的孩子》的第一單元，改編自吳曉樂的作品《你的孩子不是你的孩子》中的天賦，由陳慧翎導演，柯素雲和劉子銓主演。描述一位母親在取得具有神奇效力的遙控器後，用它控制自己的兒子走向自己認為成功的道路，卻導致反效果的故事。劇集在2018年7月7日首播。

## 製作
媽媽的遙控器改編自散文中的天賦一章。編劇蔣友竹認為，人隨著年紀逐漸增長，可以做的選擇也越來越少，並因此不敢追求夢想，進而將成功的希望寄託在孩子身上。蔣友竹提到，自己為了瞭解青少年的想法而申請了線上遊戲的帳號，但因為遊戲技巧太差，網友都不予理會。她表示想透過這部劇集向台灣的家長傳達「放手，其實沒有這麼難」。該劇的結局並沒有闡明小偉是否成功搶回遙控器和人生的主導權，陳慧翎引用電影《全面啟動》的結局，表示「我也不知道陀螺有沒有倒下」，意指結局留給觀眾自行解讀。巫知諭表示這個故事原本設計了另一個結局，是在紀培偉死亡後，西裝男現身於另一個為孩子擔憂的父親面前，並問他是否需要遙控器。

## 演員
媽媽的遙控器中的兒子角色紀培偉由劉子銓飾演，劉子銓是藝人劉亮佐與前妻陳瑾的公子，他坦言對自己的首次演出感到很大的壓力，並努力地想要有好表現。飾演成人版紀培偉的是前偶像團體可米小子成員的曾少宗，由於曾少宗在參與演出《下一站，幸福》與擔任該劇導演的陳慧翎建立了良好的關係，因此他這次很快便答應接演，甚至沒有先看過劇本。曾少宗回首過去，表示當自己要從偶像轉型成演員時，由於歷練不夠，就如同劇中角色一樣茫然，而現在雖然要面對很多事，但感覺更自由。為了詮釋角色，他時常探劉子銓的班，藉此理解角色青少年時期的狀態，並在開拍前三天把自己封閉起來，體驗角色「看不見未來」的心情。在向演員發展的轉型期間，曾少宗表示自己非常忐忑，得失心非常重，在拍完《你的孩子不是你的孩子》，陳慧翎傳簡訊「你很棒，你一定要相信你自己」勉勵曾少宗後，他患得患失的情況才正式消失。
劇中的母親角色紀媽媽由柯素雲飾演，原本柯素雲在看完劇本後非常生氣，不能接受這個控制狂類型的角色，但當她想當面回絕劇組的邀約時，一進門才發現該劇的導演是陳慧翎，便說「那我不能拒絕妳，慧翎導演的戲我是一定要接的」。紀培偉的女友程芳嵐由凌心妤飾演，對於小嵐與小偉的關係，蔣友竹陳述：「小嵐是他（小偉）童年黑暗裡的一道光，也只有見識過那道光，你才能夠說，黑暗是什麼」。除了主要的演員，吳慷仁客串演出將遙控器交給紀媽媽的神秘西裝男。

## 劇情大綱
從事保險業務的陳淑麗（紀媽媽，柯素雲飾）因丈夫外遇而與他離婚，獲得兒子紀培偉（劉子銓飾）的撫養權，她十分重視小偉的教育，並要求他絕不能讓自己失望。一晚，她發現小偉為了想去畢業旅行而偽造成績單後十分傷心，並在發洩情緒時從神秘的西裝男（吳慷仁飾）那裡獲得具有特殊能力的「遙控器」，決定讓他不斷重複這一天（星期三），直到他了解自己的錯誤。小偉在重複了第三次星期三後發現異狀，向母親表示困惑，紀媽媽揭露自己擁有遙控器，並讓他再過一次星期三。在小偉重複了無數個星期三後，發現自己無法逃離，偽造成績單的方案只能作罷。
紀媽媽希望能小偉能精熟課業，替小偉報名補習班，並使用遙控器讓他重複了十次課程，還控制小偉的服裝及言行。小偉因為要補習而無法去畢業旅行，使他遭同學排擠，即使老師登門勸說，紀媽媽也沒有退讓。小偉開始逃離補習班，並在圖書館結識了與自己有相同興趣的程芳嵐（小嵐，凌心妤飾），之後還到她家作客，兩人幻想著未來，只是他們的行蹤早已被紀媽媽監控。紀媽媽下令小偉不得再與小嵐見面，小偉劇烈地反抗，卻導致他被遙控器倒回與小嵐相識前。此時小偉的記憶尚在，但他已經消失在小嵐的記憶中。小偉因此崩潰病倒，只能靠幻想與自己的同學及小嵐玩樂，最終受不了而割腕自殺，但此舉被驚恐的紀媽媽用遙控器倒回，儘管之後他試圖以觸電、跳樓等方式求死，但他的自殺行為一再被遙控器倒回，最終放棄了自殺念頭。
在小偉成年（曾少宗飾）後，雖然他事業有成且交了女友芝芝（路嘉欣飾），但他仍然被母親所支配。紀媽媽為他安排了相親對象湘婷（莫允雯飾），小偉受到湘婷的激勵，認為她為了女友而對抗父母的舉動十分勇敢，便安排母親到歐洲旅遊，藉機破解家中的保險箱，取得遙控器。但紀媽媽因為忘了帶護照而折返回家，在兩人對峙之時，小偉在快被駛來的車輛撞前將按鈕按下，以死明誌。
故事的最後一幕是中學時期的小偉與小嵐在圖書館相識的那一刻。

## 評價
媽媽的遙控器獲得了許多好評，最高收視率為0.88。劇中呈現了「受支配者知道掌權者是誰，處於可反抗卻不反抗」的狀態，讓觀眾反思原因為何，並進一步思索情緒綁架、倫理綁架的問題。而母親一角以及寫實的台詞，讓一些觀眾認為就像在看恐怖片。劇中對親子情緒的刻劃很飽滿，「現在讓你恨沒有關係，將來你一定會感謝我的」等許多寫實的劇中對白，反映出當今父母以愛為名的控制以及高壓教育。作家那個奧客指出，控制狂型家長會讓小孩輸在起跑點上，只有孩子擺脫家長的控制才能成為大人。
一些作家或影評撰文評論劇集，或是以心理學、社會學的角度解析劇中的母子關係。作家柯志遠認為，雖然劇中使用的時間迴圈手法不是新招，但過往的故事通常將此種手法運用在愛情故事或喜劇中，而該劇運用這種手法質問「青少年的成長是否可以重來？」不但令人驚喜且耐人尋味。作家海苔熊解析，長年為家庭付出的紀媽媽在失去丈夫後，必須緊抓著能維持自我認同、定義自己身分的小偉，並讓他不斷重複「我要努力讀書，要考上好大學，不要讓媽媽失望」這句話，以及不斷打掃家裡來消除不安、肯定自我的價值並尋求控制感。她藉由注意兒子的成績來轉移失去丈夫的悲憤。海苔熊指出，現實中的遙控器是無形的，如果看透了這種操控的背後藏著什麼樣的原因，儘管可能仍無法原諒，但多少也會受到啟發。臨床心理師張家齊指出，每個人通常都希望能控制自己人生的進展，但現實生活不會如此順利，於是有些人會以父母之愛為包裝，實際上是轉而控制孩子的人生。影評半個比爾指出，劇中的遙控器是親情枷鎖具象後的產物，即使現實中的母親不存在遙控器，也同樣用親情控制兒女，要他們完成自己的要求。觀眾哈理斯投書表示，紀媽媽帶來的恐懼和仇恨雖然摧毀了許多事物，卻也讓這些事物能夠被以小偉自己的方式重建，而有觀眾則認為應該透過覺察，劃分出自己與他人間的界線，不讓對方以無形的遙控器奪走了自己的自主性。

## 獎項紀錄
| 年份   | 頒獎典禮     | 獎項   | 入圍者                 | 結果 |
| ------ | ------------ | ------ | ---------------------- | ---- |
| 2019年 | 第54屆金鐘獎 | 音效獎 | 魏如萱、史旻玠、鄭元凱 | 提名 |